# Conférence épiscopale argentine
La Conférence épiscopale argentine (en espagnol : Conferencia Episcopal Argentina, ou CEA) est un organisme permanent de l'Église catholique en Argentine qui réunit les évêques catholiques en fonction de ce pays.
Elle émet aussi des avis comme représentant du clergé catholique au niveau national, autant sur des questions religieuses que sur des problèmes socio-économiques.

## Membres
D'après son statut : « elle réunit de manière permanente les évêques de la république argentine qui, en communion avec le souverain pontife, exercent conjointement leurs fonctions pastorales au service du peuple de Dieu. »
Font partie de la CEA :
- les archevêques et évêques, ou assimilés en droit ;
- les évêques coadjuteurs ;
- les évêques auxiliaires ;
- les évêques des Églises orientales catholiques avec siège en Argentine ;
- les évêques titulaires sans gouvernement de diocèse qui, par désignation du Saint-Siège ou par élection de la CEA, tiennent un office ecclésiastique en Argentine.

## Constitution
La conférence épiscopale argentine est constituée des organismes suivants :
Assemblée plénièreC'est l'organisme principal de la CEA et il intègre tous ses membres en deux réunions ordinaires par an. Peuvent également s'y exprimer sans vote le nonce apostolique en Argentine (en), les évêques émérites et les évêques titulaires résidant en Argentine qui ne tiennent pas d'office ecclésiastique, ainsi que les ordinaires n'ayant pas pris encore possession de leur office.
Commission exécutiveCette commission exerce la conduite ordinaire de la CEA et détermine l'ordre du jour des réunions de la commission permanente. Elle comprend un président, deux vice-présidents et un secrétaire général, qui exercent leur fonction pendant une période de trois ans, avec possibilité d'une seule réélection.
Commission permanenteElle se réunit au moins trois fois par an et comprend les membres de la commission exécutive, les cardinaux qui sont évêques diocésains, l'archevêque de Buenos Aires, les présidents des commissions épiscopales de la CEA, un évêque diocésain élu pour chacune des régions pastorales (régions: Buenos Aires, Platense, Litoral, Noreste, Noroeste, Centro, Nuevo Cuyo, Patagonia) qui n'est pas membre de la commission permanente et le président du conseil des affaires économiques
Secrétariat généralIl remplit les tâches de coordination, de communication et d'information. En font partie un secrétaire général de l'épiscopat (membre de la commission exécutive et de la commission permanente) et un sous-secrétaire exécutif. Il est composé du bureau général, du trésor, du bureau de presse, du bureau du livre et du bureau informatique.
La CEA comprend aussi d'autres organismes spécifiques, comme les commissions épiscopales, composées d'un président, d'un secrétaire exécutif et de membres choisis pour trois ans. Il existe aussi des conseils épiscopaux (celui des affaires économiques et celui des affaires juridiques) comprenant un président et des membres désignés pour trois ans.

## Autorités
Commissions exécutive - pour trois ans 2021-2024
Président : Oscar Vicente Ojea, évêque de San Isidro
Vice-président 1er : Marcelo Daniel Colombo, archevêque de Mendoza
Vice-président 2e : Carlos Azpiroz Costa, archevêque de Bahía Blanca
Secrétaire général : Alberto Germán Bochatey, évêque auxiliaire de La Plata

## Sanctuaires
La conférence reconnaît trois édifices comme sanctuaires nationaux :
- la basilique Sainte-Rose-de-Lima de Buenos Aires[7] ;
- le sanctuaire de Schoenstatt de Florencio Varela dans le Grand Buenos Aires[8] ;
- la basilique Notre-Dame-de-Luján de Luján[9].